# Diocese de Punta Arenas
A Diocese de Punta Arenas (latim: Dioecesis Punta Arenas) é uma diocese localizada na cidade de Punta Arenas, pertencente a Arquidiocese de Puerto Montt no Chile. Foi fundada em 4 de outubro de 1916 pelo Papa Bento XV. Com uma população católica de 144.301 habitantes, sendo 81,1% da população total, possui 11 paróquias com dados de 2017.

## História
A Diocese de Punta Arenas foi criada em 4 de outubro de 1916 pelo Papa Bento XV através da fusão da Missão sui iuris de Magallanes e da Prefeitura Apostólica de Magallanes. Originalmente foi denominada como sendo Vicariato Apostólico de Magallanes-Islas Malvinas sendo elevada à condição de Diocese em 27 de janeiro de 1947. Sua denominação foi alterada para a atual desde então. 

## Lista de bispos
A seguir uma lista de bispos desde a criação do vicariato apostólico em 1916. Em 1947 foi elevada à condição de diocese.
|                                                   | Nome                                     | Período                | Notas                                |
| Bispos de Punta Arenas                            | Bispos de Punta Arenas                   | Bispos de Punta Arenas | Bispos de Punta Arenas               |
| ------------------------------------------------- | ---------------------------------------- | ---------------------- | ------------------------------------ |
| 4º                                                | Óscar Hernán Blanco Martínez, O.M.D.     | 2022-                  | Atual                                |
| 3º                                                | Bernardo Miguel Bastres Florence, S.D.B. | 2006-2021              | Bispo emérito                        |
| 2º                                                | Tomás Osvaldo González Morales, S.D.B.   | 1974-2016              | Bispo emérito                        |
| 1º                                                | Vladimiro Boric Crnosija, S.D.B.         | 1949-1973              |                                      |
| Vigários Apostólicos de Magallanes-Islas Malvinas |                                          |                        |                                      |
| 4º                                                | Pietro Giacomini Callman, S.D.B.         | 1940-1947              | Administrador apostólico             |
| 3º                                                | Amedo Rojas, S.D.B.                      | 1939-1940              | Administrador apostólico             |
| 2º                                                | Arturo Jara Márquez, S.D.B.              | 1926-1938              |                                      |
| 1º                                                | Abraham Aguilera Bravo, S.D.B.           | 1916-1924              | Nomeado bispo de San Carlos de Ancud |